# 2006年のワールドシリーズ
2006年の野球において、メジャーリーグベースボール（MLB）優勝決定戦の第102回ワールドシリーズ（英語: 102nd World Series）は、10月21日から27日にかけて計5試合が開催された。その結果、セントルイス・カージナルス（ナショナルリーグ）がデトロイト・タイガース（アメリカンリーグ）を4勝1敗で下し、24年ぶり10回目の優勝を果たした。
カージナルス監督のトニー・ラルーサとタイガース監督のジム・リーランドはかつて、1982年からの4年間シカゴ・ホワイトソックスで監督と三塁コーチという間柄にあった。ラルーサは1989年にアメリカンリーグのオークランド・アスレチックスで、リーランドは1997年にナショナルリーグのフロリダ・マーリンズで、それぞれ監督としてシリーズ優勝を経験している。したがって、今シリーズの対戦カードが確定した時点でどちらが優勝しようとも、その監督が両リーグの球団でシリーズを制する史上2人目の監督となることが決まった。カージナルスの優勝によって、ラルーサが史上2人目となった。カージナルスのレギュラーシーズン勝率.516は
、1987年のミネソタ・ツインズ（.525）を下回り、優勝球団史上最低記録を更新した。シリーズMVPには、第4戦と第5戦の2試合連続で決勝の打点を挙げるなど、5試合で打率.364・4打点・OPS.891という成績を残したカージナルスのデビッド・エクスタインが選出された。

## ワールドシリーズまでの道のり

### 両チームの2006年
10月14日にまずアメリカンリーグでタイガース（中地区）が、そして19日にはナショナルリーグでカージナルス（中地区）が、それぞれリーグ優勝を決めてワールドシリーズへ駒を進めた。

### ホームフィールド・アドバンテージ
7月11日にペンシルベニア州ピッツバーグのPNCパークで開催されたオールスターゲームは、アメリカンリーグがナショナルリーグに3－2で勝利した。この結果、ワールドシリーズの第1・2・6・7戦を本拠地で開催できる "ホームフィールド・アドバンテージ" は、アメリカンリーグ優勝チームに与えられることになった。このオールスターには、タイガースからは投手はケニー・ロジャース、野手はイバン・ロドリゲスとマグリオ・オルドニェスの計3人が選出された。一方のカージナルスからは、投手はクリス・カーペンター、野手はアルバート・プホルスとデビッド・エクスタイン、スコット・ローレンの計4人が名を連ねた。試合では、初回裏一死二塁の場面でロジャースとプホルスの対戦があり、ロジャースが遊飛に抑えている。

## 両チームの過去の対戦
過去101回のシリーズのなかで、タイガースとカージナルスの対戦は2度ある。1934年の初対戦ではカージナルスが、1968年の2度目の対戦ではタイガースが、いずれも4勝3敗でシリーズを制した。
1997年から始まったレギュラーシーズン中のインターリーグでは、10年間で計17試合が組まれており、タイガースが11勝6敗で勝ち越している。直近の対戦は、この年の6月23日から25日にかけて組まれたタイガースの本拠地コメリカ・パークでの3連戦で、タイガースが3連勝のいわゆる "スウィープ" を果たした。この3連戦最終戦前、カージナルスのアルバート・プホルスはタイガース監督のジム・リーランドに「あなたのチームはワールドシリーズへ行けそうだ。あなたと次に会う機会が、願わくはシリーズであらんことを」と声をかけていたといい、それが実現したことになる。

## 試合結果
2006年のワールドシリーズは10月21日に開幕し、途中に移動日と雨天順延を挟んで7日間で5試合が行われた。日程・結果は以下の通り。
| 日付                                                        | 試合  | ビジター球団（先攻）       | スコア   | ホーム球団（後攻）         | 開催球場             | 開催球場                             |
| ----------------------------------------------------------- | ----- | -------------------------- | -------- | -------------------------- | -------------------- | ------------------------------------ |
| 10月21日（土）                                              | 第1戦 | セントルイス・カージナルス | 7－2     | デトロイト・タイガース     | コメリカ・パーク     | コメリカ・パークブッシュ・スタジアム |
| 10月22日（日）                                              | 第2戦 | セントルイス・カージナルス | 1－3     | デトロイト・タイガース     | コメリカ・パーク     | コメリカ・パークブッシュ・スタジアム |
| 10月23日（月）                                              |       | 移動日                     | 移動日   | 移動日                     |                      | コメリカ・パークブッシュ・スタジアム |
| 10月24日（火）                                              | 第3戦 | デトロイト・タイガース     | 0－5     | セントルイス・カージナルス | ブッシュ・スタジアム | コメリカ・パークブッシュ・スタジアム |
| 10月25日（水）                                              | 第4戦 | 雨天順延                   | 雨天順延 | 雨天順延                   | ブッシュ・スタジアム | コメリカ・パークブッシュ・スタジアム |
| 10月26日（木）                                              | 第4戦 | デトロイト・タイガース     | 4－5     | セントルイス・カージナルス | ブッシュ・スタジアム | コメリカ・パークブッシュ・スタジアム |
| 10月27日（金）                                              | 第5戦 | デトロイト・タイガース     | 2－4     | セントルイス・カージナルス | ブッシュ・スタジアム | コメリカ・パークブッシュ・スタジアム |
| 優勝：セントルイス・カージナルス（4勝1敗 / 24年ぶり10度目） |       |                            |          |                            |                      | コメリカ・パークブッシュ・スタジアム |

### 第1戦 10月21日
- コメリカ・パーク（ミシガン州デトロイト）

|                            | 1 | 2 | 3 | 4 | 5 | 6 | 7 | 8 | 9 | R | H | E |
| -------------------------- | - | - | - | - | - | - | - | - | - | - | - | - |
| セントルイス・カージナルス | 0 | 1 | 3 | 0 | 0 | 3 | 0 | 0 | 0 | 7 | 8 | 2 |
| デトロイト・タイガース     | 1 | 0 | 0 | 0 | 0 | 0 | 0 | 0 | 1 | 2 | 4 | 3 |

1. 勝利：アンソニー・レイエス（1勝）
2. 敗戦：ジャスティン・バーランダー（1敗）
3. 本塁打
STL：スコット・ローレン1号ソロ、アルバート・プホルス1号2ラン
DET：クレイグ・モンロー1号ソロ
4. 審判
［球審］ランディ・マーシュ
［塁審］一塁: アルフォンソ・マルケス、二塁: ウォーリー・ベル、三塁: マイク・ウィンタース
［外審］左翼: ジョン・ハーシュベック、右翼: ティム・マクレランド
5. 試合開始時刻: 東部夏時間（UTC-4）午後8時5分  試合時間: 2時間54分  観客: 4万2479人  気温: 56°F（13.3°C）
詳細: MLB.com Gameday / ESPN.com / Baseball-Reference.com / Fangraphs

| セントルイス・カージナルス | セントルイス・カージナルス | セントルイス・カージナルス | セントルイス・カージナルス | セントルイス・カージナルス                                                                                                   | デトロイト・タイガース | デトロイト・タイガース | デトロイト・タイガース | デトロイト・タイガース | デトロイト・タイガース |
| -------------------------- | -------------------------- | -------------------------- | -------------------------- | --- | ---------------------- | ---------------------- | ---------------------- | ---------------------- | --- |
| 打順                       | 守備                       | 選手                       | 打席                       | A・レイエスY・モリーナA・プホルスR・ベリアードS・ローレンD・エクスタイン田口壮J・エドモンズJ・エンカー · ナシオンC・ダンカン | 打順                   | 守備                   | 選手                   | 打席                   | J・バーランダーI・ロドリゲスC・ギーエンP・ポランコB・インジR・サンティアゴC・モンローC・グランダーソンM・オルドニェスS・ケイシー |
| 1                          | 遊                         | D・エクスタイン            | 右                         | A・レイエスY・モリーナA・プホルスR・ベリアードS・ローレンD・エクスタイン田口壮J・エドモンズJ・エンカー · ナシオンC・ダンカン | 1                      | 中                     | C・グランダーソン      | 左                     | J・バーランダーI・ロドリゲスC・ギーエンP・ポランコB・インジR・サンティアゴC・モンローC・グランダーソンM・オルドニェスS・ケイシー |
| 2                          | DH                         | C・ダンカン                | 左                         | A・レイエスY・モリーナA・プホルスR・ベリアードS・ローレンD・エクスタイン田口壮J・エドモンズJ・エンカー · ナシオンC・ダンカン | 2                      | 左                     | C・モンロー            | 右                     | J・バーランダーI・ロドリゲスC・ギーエンP・ポランコB・インジR・サンティアゴC・モンローC・グランダーソンM・オルドニェスS・ケイシー |
| 3                          | 一                         | A・プホルス                | 右                         | A・レイエスY・モリーナA・プホルスR・ベリアードS・ローレンD・エクスタイン田口壮J・エドモンズJ・エンカー · ナシオンC・ダンカン | 3                      | 二                     | P・ポランコ            | 右                     | J・バーランダーI・ロドリゲスC・ギーエンP・ポランコB・インジR・サンティアゴC・モンローC・グランダーソンM・オルドニェスS・ケイシー |
| 4                          | 中                         | J・エドモンズ              | 左                         | A・レイエスY・モリーナA・プホルスR・ベリアードS・ローレンD・エクスタイン田口壮J・エドモンズJ・エンカー · ナシオンC・ダンカン | 4                      | 右                     | M・オルドニェス        | 右                     | J・バーランダーI・ロドリゲスC・ギーエンP・ポランコB・インジR・サンティアゴC・モンローC・グランダーソンM・オルドニェスS・ケイシー |
| 5                          | 三                         | S・ローレン                | 右                         | A・レイエスY・モリーナA・プホルスR・ベリアードS・ローレンD・エクスタイン田口壮J・エドモンズJ・エンカー · ナシオンC・ダンカン | 5                      | 一                     | C・ギーエン            | 両                     | J・バーランダーI・ロドリゲスC・ギーエンP・ポランコB・インジR・サンティアゴC・モンローC・グランダーソンM・オルドニェスS・ケイシー |
| 6                          | 右                         | J・エンカーナシオン        | 右                         | A・レイエスY・モリーナA・プホルスR・ベリアードS・ローレンD・エクスタイン田口壮J・エドモンズJ・エンカー · ナシオンC・ダンカン | 6                      | 捕                     | I・ロドリゲス          | 右                     | J・バーランダーI・ロドリゲスC・ギーエンP・ポランコB・インジR・サンティアゴC・モンローC・グランダーソンM・オルドニェスS・ケイシー |
| 7                          | 二                         | R・ベリアード              | 右                         | A・レイエスY・モリーナA・プホルスR・ベリアードS・ローレンD・エクスタイン田口壮J・エドモンズJ・エンカー · ナシオンC・ダンカン | 7                      | DH                     | S・ケイシー            | 左                     | J・バーランダーI・ロドリゲスC・ギーエンP・ポランコB・インジR・サンティアゴC・モンローC・グランダーソンM・オルドニェスS・ケイシー |
| 8                          | 捕                         | Y・モリーナ                | 右                         | A・レイエスY・モリーナA・プホルスR・ベリアードS・ローレンD・エクスタイン田口壮J・エドモンズJ・エンカー · ナシオンC・ダンカン | 8                      | 三                     | B・インジ              | 右                     | J・バーランダーI・ロドリゲスC・ギーエンP・ポランコB・インジR・サンティアゴC・モンローC・グランダーソンM・オルドニェスS・ケイシー |
| 9                          | 左                         | 田口壮                     | 右                         | A・レイエスY・モリーナA・プホルスR・ベリアードS・ローレンD・エクスタイン田口壮J・エドモンズJ・エンカー · ナシオンC・ダンカン | 9                      | 遊                     | R・サンティアゴ        | 両                     | J・バーランダーI・ロドリゲスC・ギーエンP・ポランコB・インジR・サンティアゴC・モンローC・グランダーソンM・オルドニェスS・ケイシー |
| 先発投手                   | 先発投手                   | 先発投手                   | 投球                       | A・レイエスY・モリーナA・プホルスR・ベリアードS・ローレンD・エクスタイン田口壮J・エドモンズJ・エンカー · ナシオンC・ダンカン | 先発投手               | 先発投手               | 先発投手               | 投球                   | J・バーランダーI・ロドリゲスC・ギーエンP・ポランコB・インジR・サンティアゴC・モンローC・グランダーソンM・オルドニェスS・ケイシー |
| A・レイエス                | A・レイエス                | A・レイエス                | 右                         | A・レイエスY・モリーナA・プホルスR・ベリアードS・ローレンD・エクスタイン田口壮J・エドモンズJ・エンカー · ナシオンC・ダンカン | J・バーランダー        | J・バーランダー        | J・バーランダー        | 右                     | J・バーランダーI・ロドリゲスC・ギーエンP・ポランコB・インジR・サンティアゴC・モンローC・グランダーソンM・オルドニェスS・ケイシー |

### 第2戦 10月22日
- コメリカ・パーク（ミシガン州デトロイト）

|                            | 1 | 2 | 3 | 4 | 5 | 6 | 7 | 8 | 9 | R | H  | E |
| -------------------------- | - | - | - | - | - | - | - | - | - | - | -- | - |
| セントルイス・カージナルス | 0 | 0 | 0 | 0 | 0 | 0 | 0 | 0 | 1 | 1 | 4  | 1 |
| デトロイト・タイガース     | 2 | 0 | 0 | 0 | 1 | 0 | 0 | 0 | X | 3 | 10 | 1 |

1. 勝利：ケニー・ロジャース（1勝）
2. セーブ：トッド・ジョーンズ（1S）
3. 敗戦：ジェフ・ウィーバー（1敗）
4. 本塁打
DET：クレイグ・モンロー2号ソロ
5. 審判
［球審］アルフォンソ・マルケス
［塁審］一塁: ウォーリー・ベル、二塁: マイク・ウィンタース、三塁: ジョン・ハーシュベック
［外審］左翼: ティム・マクレランド、右翼: ランディ・マーシュ
6. 試合開始時刻: 東部夏時間（UTC-4）午後8時26分  試合時間: 2時間55分  観客: 4万2533人  気温: 44°F（6.7°C）
詳細: MLB.com Gameday / ESPN.com / Baseball-Reference.com / Fangraphs

| セントルイス・カージナルス | セントルイス・カージナルス | セントルイス・カージナルス | セントルイス・カージナルス | セントルイス・カージナルス | デトロイト・タイガース | デトロイト・タイガース | デトロイト・タイガース | デトロイト・タイガース | デトロイト・タイガース |
| -------------------------- | -------------------------- | -------------------------- | -------------------------- | --- | ---------------------- | ---------------------- | ---------------------- | ---------------------- | --- |
| 打順                       | 守備                       | 選手                       | 打席                       | J・ウィーバーY・モリーナA・プホルスA・マイルズS・ローレンD・エクスタインP・ウィルソンJ・エドモンズJ・エンカー · ナシオンS・スピージオ | 打順                   | 守備                   | 選手                   | 打席                   | K・ロジャースI・ロドリゲスC・ギーエンP・ポランコB・インジR・サンティアゴC・モンローC・グランダーソンM・オルドニェスS・ケイシー |
| 1                          | 遊                         | D・エクスタイン            | 右                         | J・ウィーバーY・モリーナA・プホルスA・マイルズS・ローレンD・エクスタインP・ウィルソンJ・エドモンズJ・エンカー · ナシオンS・スピージオ | 1                      | 中                     | C・グランダーソン      | 左                     | K・ロジャースI・ロドリゲスC・ギーエンP・ポランコB・インジR・サンティアゴC・モンローC・グランダーソンM・オルドニェスS・ケイシー |
| 2                          | DH                         | S・スピージオ              | 両                         | J・ウィーバーY・モリーナA・プホルスA・マイルズS・ローレンD・エクスタインP・ウィルソンJ・エドモンズJ・エンカー · ナシオンS・スピージオ | 2                      | 左                     | C・モンロー            | 右                     | K・ロジャースI・ロドリゲスC・ギーエンP・ポランコB・インジR・サンティアゴC・モンローC・グランダーソンM・オルドニェスS・ケイシー |
| 3                          | 一                         | A・プホルス                | 右                         | J・ウィーバーY・モリーナA・プホルスA・マイルズS・ローレンD・エクスタインP・ウィルソンJ・エドモンズJ・エンカー · ナシオンS・スピージオ | 3                      | 二                     | P・ポランコ            | 右                     | K・ロジャースI・ロドリゲスC・ギーエンP・ポランコB・インジR・サンティアゴC・モンローC・グランダーソンM・オルドニェスS・ケイシー |
| 4                          | 三                         | S・ローレン                | 右                         | J・ウィーバーY・モリーナA・プホルスA・マイルズS・ローレンD・エクスタインP・ウィルソンJ・エドモンズJ・エンカー · ナシオンS・スピージオ | 4                      | 右                     | M・オルドニェス        | 右                     | K・ロジャースI・ロドリゲスC・ギーエンP・ポランコB・インジR・サンティアゴC・モンローC・グランダーソンM・オルドニェスS・ケイシー |
| 5                          | 右                         | J・エンカーナシオン        | 右                         | J・ウィーバーY・モリーナA・プホルスA・マイルズS・ローレンD・エクスタインP・ウィルソンJ・エドモンズJ・エンカー · ナシオンS・スピージオ | 5                      | 一                     | C・ギーエン            | 両                     | K・ロジャースI・ロドリゲスC・ギーエンP・ポランコB・インジR・サンティアゴC・モンローC・グランダーソンM・オルドニェスS・ケイシー |
| 6                          | 中                         | J・エドモンズ              | 左                         | J・ウィーバーY・モリーナA・プホルスA・マイルズS・ローレンD・エクスタインP・ウィルソンJ・エドモンズJ・エンカー · ナシオンS・スピージオ | 6                      | 捕                     | I・ロドリゲス          | 右                     | K・ロジャースI・ロドリゲスC・ギーエンP・ポランコB・インジR・サンティアゴC・モンローC・グランダーソンM・オルドニェスS・ケイシー |
| 7                          | 左                         | P・ウィルソン              | 右                         | J・ウィーバーY・モリーナA・プホルスA・マイルズS・ローレンD・エクスタインP・ウィルソンJ・エドモンズJ・エンカー · ナシオンS・スピージオ | 7                      | DH                     | S・ケイシー            | 左                     | K・ロジャースI・ロドリゲスC・ギーエンP・ポランコB・インジR・サンティアゴC・モンローC・グランダーソンM・オルドニェスS・ケイシー |
| 8                          | 捕                         | Y・モリーナ                | 右                         | J・ウィーバーY・モリーナA・プホルスA・マイルズS・ローレンD・エクスタインP・ウィルソンJ・エドモンズJ・エンカー · ナシオンS・スピージオ | 8                      | 三                     | B・インジ              | 右                     | K・ロジャースI・ロドリゲスC・ギーエンP・ポランコB・インジR・サンティアゴC・モンローC・グランダーソンM・オルドニェスS・ケイシー |
| 9                          | 二                         | A・マイルズ                | 両                         | J・ウィーバーY・モリーナA・プホルスA・マイルズS・ローレンD・エクスタインP・ウィルソンJ・エドモンズJ・エンカー · ナシオンS・スピージオ | 9                      | 遊                     | R・サンティアゴ        | 両                     | K・ロジャースI・ロドリゲスC・ギーエンP・ポランコB・インジR・サンティアゴC・モンローC・グランダーソンM・オルドニェスS・ケイシー |
| 先発投手                   | 先発投手                   | 先発投手                   | 投球                       | J・ウィーバーY・モリーナA・プホルスA・マイルズS・ローレンD・エクスタインP・ウィルソンJ・エドモンズJ・エンカー · ナシオンS・スピージオ | 先発投手               | 先発投手               | 先発投手               | 投球                   | K・ロジャースI・ロドリゲスC・ギーエンP・ポランコB・インジR・サンティアゴC・モンローC・グランダーソンM・オルドニェスS・ケイシー |
| J・ウィーバー              | J・ウィーバー              | J・ウィーバー              | 右                         | J・ウィーバーY・モリーナA・プホルスA・マイルズS・ローレンD・エクスタインP・ウィルソンJ・エドモンズJ・エンカー · ナシオンS・スピージオ | K・ロジャース          | K・ロジャース          | K・ロジャース          | 左                     | K・ロジャースI・ロドリゲスC・ギーエンP・ポランコB・インジR・サンティアゴC・モンローC・グランダーソンM・オルドニェスS・ケイシー |

### 第3戦 10月24日
- ブッシュ・スタジアム（ミズーリ州セントルイス）

|                            | 1 | 2 | 3 | 4 | 5 | 6 | 7 | 8 | 9 | R | H | E |
| -------------------------- | - | - | - | - | - | - | - | - | - | - | - | - |
| デトロイト・タイガース     | 0 | 0 | 0 | 0 | 0 | 0 | 0 | 0 | 0 | 0 | 3 | 1 |
| セントルイス・カージナルス | 0 | 0 | 0 | 2 | 0 | 0 | 2 | 1 | X | 5 | 7 | 0 |

1. 勝利：クリス・カーペンター（1勝）
2. 敗戦：ネイト・ロバートソン（1敗）
3. 審判
［球審］ウォーリー・ベル
［塁審］一塁: マイク・ウィンタース、二塁: ジョン・ハーシュベック、三塁: ティム・マクレランド
［外審］左翼: ランディ・マーシュ、右翼: アルフォンソ・マルケス
4. 試合開始時刻: 中部夏時間（UTC-5）午後7時35分  試合時間: 3時間3分  観客: 4万6513人  気温: 43°F（6.1°C）
詳細: MLB.com Gameday / ESPN.com / Baseball-Reference.com / Fangraphs

| デトロイト・タイガース | デトロイト・タイガース | デトロイト・タイガース | デトロイト・タイガース | デトロイト・タイガース | セントルイス・カージナルス | セントルイス・カージナルス | セントルイス・カージナルス | セントルイス・カージナルス | セントルイス・カージナルス                                                                                           |
| ---------------------- | ---------------------- | ---------------------- | ---------------------- | --- | -------------------------- | -------------------------- | -------------------------- | -------------------------- | --- |
| 打順                   | 守備                   | 選手                   | 打席                   | N・ロバートソンI・ロドリゲスS・ケイシーP・ポランコB・インジC・ギーエンC・モンローC・グランダーソンM・オルドニェス（なし） | 打順                       | 守備                       | 選手                       | 打席                       | C・カーペンターY・モリーナA・プホルスR・ベリアードS・ローレンD・エクスタインP・ウィルソンJ・エドモンズ田口壮（なし） |
| 1                      | 中                     | C・グランダーソン      | 左                     | N・ロバートソンI・ロドリゲスS・ケイシーP・ポランコB・インジC・ギーエンC・モンローC・グランダーソンM・オルドニェス（なし） | 1                          | 遊                         | D・エクスタイン            | 右                         | C・カーペンターY・モリーナA・プホルスR・ベリアードS・ローレンD・エクスタインP・ウィルソンJ・エドモンズ田口壮（なし） |
| 2                      | 左                     | C・モンロー            | 右                     | N・ロバートソンI・ロドリゲスS・ケイシーP・ポランコB・インジC・ギーエンC・モンローC・グランダーソンM・オルドニェス（なし） | 2                          | 左                         | P・ウィルソン              | 右                         | C・カーペンターY・モリーナA・プホルスR・ベリアードS・ローレンD・エクスタインP・ウィルソンJ・エドモンズ田口壮（なし） |
| 3                      | 二                     | P・ポランコ            | 右                     | N・ロバートソンI・ロドリゲスS・ケイシーP・ポランコB・インジC・ギーエンC・モンローC・グランダーソンM・オルドニェス（なし） | 3                          | 一                         | A・プホルス                | 右                         | C・カーペンターY・モリーナA・プホルスR・ベリアードS・ローレンD・エクスタインP・ウィルソンJ・エドモンズ田口壮（なし） |
| 4                      | 右                     | M・オルドニェス        | 右                     | N・ロバートソンI・ロドリゲスS・ケイシーP・ポランコB・インジC・ギーエンC・モンローC・グランダーソンM・オルドニェス（なし） | 4                          | 三                         | S・ローレン                | 右                         | C・カーペンターY・モリーナA・プホルスR・ベリアードS・ローレンD・エクスタインP・ウィルソンJ・エドモンズ田口壮（なし） |
| 5                      | 遊                     | C・ギーエン            | 両                     | N・ロバートソンI・ロドリゲスS・ケイシーP・ポランコB・インジC・ギーエンC・モンローC・グランダーソンM・オルドニェス（なし） | 5                          | 二                         | R・ベリアード              | 右                         | C・カーペンターY・モリーナA・プホルスR・ベリアードS・ローレンD・エクスタインP・ウィルソンJ・エドモンズ田口壮（なし） |
| 6                      | 捕                     | I・ロドリゲス          | 右                     | N・ロバートソンI・ロドリゲスS・ケイシーP・ポランコB・インジC・ギーエンC・モンローC・グランダーソンM・オルドニェス（なし） | 6                          | 中                         | J・エドモンズ              | 左                         | C・カーペンターY・モリーナA・プホルスR・ベリアードS・ローレンD・エクスタインP・ウィルソンJ・エドモンズ田口壮（なし） |
| 7                      | 一                     | S・ケイシー            | 左                     | N・ロバートソンI・ロドリゲスS・ケイシーP・ポランコB・インジC・ギーエンC・モンローC・グランダーソンM・オルドニェス（なし） | 7                          | 捕                         | Y・モリーナ                | 右                         | C・カーペンターY・モリーナA・プホルスR・ベリアードS・ローレンD・エクスタインP・ウィルソンJ・エドモンズ田口壮（なし） |
| 8                      | 三                     | B・インジ              | 右                     | N・ロバートソンI・ロドリゲスS・ケイシーP・ポランコB・インジC・ギーエンC・モンローC・グランダーソンM・オルドニェス（なし） | 8                          | 右                         | 田口壮                     | 右                         | C・カーペンターY・モリーナA・プホルスR・ベリアードS・ローレンD・エクスタインP・ウィルソンJ・エドモンズ田口壮（なし） |
| 9                      | 投                     | N・ロバートソン        | 右                     | N・ロバートソンI・ロドリゲスS・ケイシーP・ポランコB・インジC・ギーエンC・モンローC・グランダーソンM・オルドニェス（なし） | 9                          | 投                         | C・カーペンター            | 右                         | C・カーペンターY・モリーナA・プホルスR・ベリアードS・ローレンD・エクスタインP・ウィルソンJ・エドモンズ田口壮（なし） |
| 先発投手               | 先発投手               | 先発投手               | 投球                   | N・ロバートソンI・ロドリゲスS・ケイシーP・ポランコB・インジC・ギーエンC・モンローC・グランダーソンM・オルドニェス（なし） | 先発投手                   | 先発投手                   | 先発投手                   | 投球                       | C・カーペンターY・モリーナA・プホルスR・ベリアードS・ローレンD・エクスタインP・ウィルソンJ・エドモンズ田口壮（なし） |
| N・ロバートソン        | N・ロバートソン        | N・ロバートソン        | 左                     | N・ロバートソンI・ロドリゲスS・ケイシーP・ポランコB・インジC・ギーエンC・モンローC・グランダーソンM・オルドニェス（なし） | C・カーペンター            | C・カーペンター            | C・カーペンター            | 右                         | C・カーペンターY・モリーナA・プホルスR・ベリアードS・ローレンD・エクスタインP・ウィルソンJ・エドモンズ田口壮（なし） |

### 第4戦 10月26日
- ブッシュ・スタジアム（ミズーリ州セントルイス）

|                            | 1 | 2 | 3 | 4 | 5 | 6 | 7 | 8 | 9 | R | H  | E |
| -------------------------- | - | - | - | - | - | - | - | - | - | - | -- | - |
| デトロイト・タイガース     | 0 | 1 | 2 | 0 | 0 | 0 | 0 | 1 | 0 | 4 | 10 | 1 |
| セントルイス・カージナルス | 0 | 0 | 1 | 1 | 0 | 0 | 2 | 1 | X | 5 | 9  | 0 |

1. 勝利：アダム・ウェインライト（1勝）
2. 敗戦：ジョエル・ズマヤ（1敗）
3. 本塁打
DET：ショーン・ケイシー1号ソロ
4. 審判
［球審］マイク・ウィンタース
［塁審］一塁: ジョン・ハーシュベック、二塁: ティム・マクレランド、三塁: ランディ・マーシュ
［外審］左翼: アルフォンソ・マルケス、右翼: ウォーリー・ベル
5. 試合開始時刻: 中部夏時間（UTC-5）午後7時30分  試合時間: 3時間35分  観客: 4万6470人  気温: 53°F（11.7°C）
詳細: MLB.com Gameday / ESPN.com / Baseball-Reference.com / Fangraphs

| デトロイト・タイガース | デトロイト・タイガース | デトロイト・タイガース | デトロイト・タイガース | デトロイト・タイガース | セントルイス・カージナルス | セントルイス・カージナルス | セントルイス・カージナルス | セントルイス・カージナルス | セントルイス・カージナルス                                                                                          |
| ---------------------- | ---------------------- | ---------------------- | ---------------------- | --- | -------------------------- | -------------------------- | -------------------------- | -------------------------- | --- |
| 打順                   | 守備                   | 選手                   | 打席                   | J・ボンダーマンI・ロドリゲスS・ケイシーP・ポランコB・インジC・ギーエンC・モンローC・グランダーソンM・オルドニェス（なし） | 打順                       | 守備                       | 選手                       | 打席                       | J・スーパンY・モリーナA・プホルスA・マイルズS・ローレンD・エクスタインP・ウィルソンJ・エドモンズC・ダンカン（なし） |
| 1                      | 中                     | C・グランダーソン      | 左                     | J・ボンダーマンI・ロドリゲスS・ケイシーP・ポランコB・インジC・ギーエンC・モンローC・グランダーソンM・オルドニェス（なし） | 1                          | 遊                         | D・エクスタイン            | 右                         | J・スーパンY・モリーナA・プホルスA・マイルズS・ローレンD・エクスタインP・ウィルソンJ・エドモンズC・ダンカン（なし） |
| 2                      | 左                     | C・モンロー            | 右                     | J・ボンダーマンI・ロドリゲスS・ケイシーP・ポランコB・インジC・ギーエンC・モンローC・グランダーソンM・オルドニェス（なし） | 2                          | 右                         | C・ダンカン                | 左                         | J・スーパンY・モリーナA・プホルスA・マイルズS・ローレンD・エクスタインP・ウィルソンJ・エドモンズC・ダンカン（なし） |
| 3                      | 遊                     | C・ギーエン            | 両                     | J・ボンダーマンI・ロドリゲスS・ケイシーP・ポランコB・インジC・ギーエンC・モンローC・グランダーソンM・オルドニェス（なし） | 3                          | 一                         | A・プホルス                | 右                         | J・スーパンY・モリーナA・プホルスA・マイルズS・ローレンD・エクスタインP・ウィルソンJ・エドモンズC・ダンカン（なし） |
| 4                      | 右                     | M・オルドニェス        | 右                     | J・ボンダーマンI・ロドリゲスS・ケイシーP・ポランコB・インジC・ギーエンC・モンローC・グランダーソンM・オルドニェス（なし） | 4                          | 中                         | J・エドモンズ              | 左                         | J・スーパンY・モリーナA・プホルスA・マイルズS・ローレンD・エクスタインP・ウィルソンJ・エドモンズC・ダンカン（なし） |
| 5                      | 一                     | S・ケイシー            | 左                     | J・ボンダーマンI・ロドリゲスS・ケイシーP・ポランコB・インジC・ギーエンC・モンローC・グランダーソンM・オルドニェス（なし） | 5                          | 三                         | S・ローレン                | 右                         | J・スーパンY・モリーナA・プホルスA・マイルズS・ローレンD・エクスタインP・ウィルソンJ・エドモンズC・ダンカン（なし） |
| 6                      | 捕                     | I・ロドリゲス          | 右                     | J・ボンダーマンI・ロドリゲスS・ケイシーP・ポランコB・インジC・ギーエンC・モンローC・グランダーソンM・オルドニェス（なし） | 6                          | 左                         | P・ウィルソン              | 右                         | J・スーパンY・モリーナA・プホルスA・マイルズS・ローレンD・エクスタインP・ウィルソンJ・エドモンズC・ダンカン（なし） |
| 7                      | 二                     | P・ポランコ            | 右                     | J・ボンダーマンI・ロドリゲスS・ケイシーP・ポランコB・インジC・ギーエンC・モンローC・グランダーソンM・オルドニェス（なし） | 7                          | 捕                         | Y・モリーナ                | 右                         | J・スーパンY・モリーナA・プホルスA・マイルズS・ローレンD・エクスタインP・ウィルソンJ・エドモンズC・ダンカン（なし） |
| 8                      | 三                     | B・インジ              | 右                     | J・ボンダーマンI・ロドリゲスS・ケイシーP・ポランコB・インジC・ギーエンC・モンローC・グランダーソンM・オルドニェス（なし） | 8                          | 二                         | A・マイルズ                | 両                         | J・スーパンY・モリーナA・プホルスA・マイルズS・ローレンD・エクスタインP・ウィルソンJ・エドモンズC・ダンカン（なし） |
| 9                      | 投                     | J・ボンダーマン        | 右                     | J・ボンダーマンI・ロドリゲスS・ケイシーP・ポランコB・インジC・ギーエンC・モンローC・グランダーソンM・オルドニェス（なし） | 9                          | 投                         | J・スーパン                | 右                         | J・スーパンY・モリーナA・プホルスA・マイルズS・ローレンD・エクスタインP・ウィルソンJ・エドモンズC・ダンカン（なし） |
| 先発投手               | 先発投手               | 先発投手               | 投球                   | J・ボンダーマンI・ロドリゲスS・ケイシーP・ポランコB・インジC・ギーエンC・モンローC・グランダーソンM・オルドニェス（なし） | 先発投手                   | 先発投手                   | 先発投手                   | 投球                       | J・スーパンY・モリーナA・プホルスA・マイルズS・ローレンD・エクスタインP・ウィルソンJ・エドモンズC・ダンカン（なし） |
| J・ボンダーマン        | J・ボンダーマン        | J・ボンダーマン        | 右                     | J・ボンダーマンI・ロドリゲスS・ケイシーP・ポランコB・インジC・ギーエンC・モンローC・グランダーソンM・オルドニェス（なし） | J・スーパン                | J・スーパン                | J・スーパン                | 右                         | J・スーパンY・モリーナA・プホルスA・マイルズS・ローレンD・エクスタインP・ウィルソンJ・エドモンズC・ダンカン（なし） |

### 第5戦 10月27日
- ブッシュ・スタジアム（ミズーリ州セントルイス）

|                            | 1 | 2 | 3 | 4 | 5 | 6 | 7 | 8 | 9 | R | H | E |
| -------------------------- | - | - | - | - | - | - | - | - | - | - | - | - |
| デトロイト・タイガース     | 0 | 0 | 0 | 2 | 0 | 0 | 0 | 0 | 0 | 2 | 5 | 2 |
| セントルイス・カージナルス | 0 | 1 | 0 | 2 | 0 | 0 | 1 | 0 | X | 4 | 8 | 1 |

1. 勝利：ジェフ・ウィーバー（1勝1敗）
2. セーブ：アダム・ウェインライト（1勝1S）
3. 敗戦：ジャスティン・バーランダー（2敗）
4. 本塁打
DET：ショーン・ケイシー2号2ラン
5. 審判
［球審］ジョン・ハーシュベック
［塁審］一塁: ティム・マクレランド、二塁: ランディ・マーシュ、三塁: アルフォンソ・マルケス
［外審］左翼: ウォーリー・ベル、右翼: マイク・ウィンタース
6. 試合開始時刻: 中部夏時間（UTC-5）午後7時30分  試合時間: 2時間56分  観客: 4万6638人  気温: 47°F（8.3°C）
詳細: MLB.com Gameday / ESPN.com / Baseball-Reference.com / Fangraphs

| デトロイト・タイガース | デトロイト・タイガース | デトロイト・タイガース | デトロイト・タイガース | デトロイト・タイガース | セントルイス・カージナルス | セントルイス・カージナルス | セントルイス・カージナルス | セントルイス・カージナルス | セントルイス・カージナルス                                                                                       |
| ---------------------- | ---------------------- | ---------------------- | ---------------------- | --- | -------------------------- | -------------------------- | -------------------------- | -------------------------- | --- |
| 打順                   | 守備                   | 選手                   | 打席                   | J・バーランダーI・ロドリゲスS・ケイシーP・ポランコB・インジC・ギーエンC・モンローC・グランダーソンM・オルドニェス（なし） | 打順                       | 守備                       | 選手                       | 打席                       | J・ウィーバーY・モリーナA・プホルスR・ベリアードS・ローレンD・エクスタイン田口壮J・エドモンズC・ダンカン（なし） |
| 1                      | 中                     | C・グランダーソン      | 左                     | J・バーランダーI・ロドリゲスS・ケイシーP・ポランコB・インジC・ギーエンC・モンローC・グランダーソンM・オルドニェス（なし） | 1                          | 遊                         | D・エクスタイン            | 右                         | J・ウィーバーY・モリーナA・プホルスR・ベリアードS・ローレンD・エクスタイン田口壮J・エドモンズC・ダンカン（なし） |
| 2                      | 左                     | C・モンロー            | 右                     | J・バーランダーI・ロドリゲスS・ケイシーP・ポランコB・インジC・ギーエンC・モンローC・グランダーソンM・オルドニェス（なし） | 2                          | 右                         | C・ダンカン                | 左                         | J・ウィーバーY・モリーナA・プホルスR・ベリアードS・ローレンD・エクスタイン田口壮J・エドモンズC・ダンカン（なし） |
| 3                      | 遊                     | C・ギーエン            | 両                     | J・バーランダーI・ロドリゲスS・ケイシーP・ポランコB・インジC・ギーエンC・モンローC・グランダーソンM・オルドニェス（なし） | 3                          | 一                         | A・プホルス                | 右                         | J・ウィーバーY・モリーナA・プホルスR・ベリアードS・ローレンD・エクスタイン田口壮J・エドモンズC・ダンカン（なし） |
| 4                      | 右                     | M・オルドニェス        | 右                     | J・バーランダーI・ロドリゲスS・ケイシーP・ポランコB・インジC・ギーエンC・モンローC・グランダーソンM・オルドニェス（なし） | 4                          | 中                         | J・エドモンズ              | 左                         | J・ウィーバーY・モリーナA・プホルスR・ベリアードS・ローレンD・エクスタイン田口壮J・エドモンズC・ダンカン（なし） |
| 5                      | 一                     | S・ケイシー            | 左                     | J・バーランダーI・ロドリゲスS・ケイシーP・ポランコB・インジC・ギーエンC・モンローC・グランダーソンM・オルドニェス（なし） | 5                          | 三                         | S・ローレン                | 右                         | J・ウィーバーY・モリーナA・プホルスR・ベリアードS・ローレンD・エクスタイン田口壮J・エドモンズC・ダンカン（なし） |
| 6                      | 捕                     | I・ロドリゲス          | 右                     | J・バーランダーI・ロドリゲスS・ケイシーP・ポランコB・インジC・ギーエンC・モンローC・グランダーソンM・オルドニェス（なし） | 6                          | 二                         | R・ベリアード              | 右                         | J・ウィーバーY・モリーナA・プホルスR・ベリアードS・ローレンD・エクスタイン田口壮J・エドモンズC・ダンカン（なし） |
| 7                      | 二                     | P・ポランコ            | 右                     | J・バーランダーI・ロドリゲスS・ケイシーP・ポランコB・インジC・ギーエンC・モンローC・グランダーソンM・オルドニェス（なし） | 7                          | 捕                         | Y・モリーナ                | 右                         | J・ウィーバーY・モリーナA・プホルスR・ベリアードS・ローレンD・エクスタイン田口壮J・エドモンズC・ダンカン（なし） |
| 8                      | 三                     | B・インジ              | 右                     | J・バーランダーI・ロドリゲスS・ケイシーP・ポランコB・インジC・ギーエンC・モンローC・グランダーソンM・オルドニェス（なし） | 8                          | 左                         | 田口壮                     | 右                         | J・ウィーバーY・モリーナA・プホルスR・ベリアードS・ローレンD・エクスタイン田口壮J・エドモンズC・ダンカン（なし） |
| 9                      | 投                     | J・バーランダー        | 右                     | J・バーランダーI・ロドリゲスS・ケイシーP・ポランコB・インジC・ギーエンC・モンローC・グランダーソンM・オルドニェス（なし） | 9                          | 投                         | J・ウィーバー              | 右                         | J・ウィーバーY・モリーナA・プホルスR・ベリアードS・ローレンD・エクスタイン田口壮J・エドモンズC・ダンカン（なし） |
| 先発投手               | 先発投手               | 先発投手               | 投球                   | J・バーランダーI・ロドリゲスS・ケイシーP・ポランコB・インジC・ギーエンC・モンローC・グランダーソンM・オルドニェス（なし） | 先発投手                   | 先発投手                   | 先発投手                   | 投球                       | J・ウィーバーY・モリーナA・プホルスR・ベリアードS・ローレンD・エクスタイン田口壮J・エドモンズC・ダンカン（なし） |
| J・バーランダー        | J・バーランダー        | J・バーランダー        | 右                     | J・バーランダーI・ロドリゲスS・ケイシーP・ポランコB・インジC・ギーエンC・モンローC・グランダーソンM・オルドニェス（なし） | J・ウィーバー              | J・ウィーバー              | J・ウィーバー              | 右                         | J・ウィーバーY・モリーナA・プホルスR・ベリアードS・ローレンD・エクスタイン田口壮J・エドモンズC・ダンカン（なし） |